# XLA (певец)
Джо́зеф Ача́кджи (анг. Джозеф Ачакджи, род. 11 февраля 1981, Кингстон, Онтарио, Канада), более известный под сценическим псевдонимом XLA — является канадским городским инди-исполнителем, а в последнее время - исполнителем электронной танцевальной музыки EDM египетского происхождения. В 2006 году он также основал независимое музыкальное производств и звукозаписывающий лейбл XWide Tidals. 
Он поёт в основном на французском и английском языках, но иногда также на испанском и арабском языках. Он сотрудничал с рядом ди-джеев и продюсеров EDM, особенно в Мексике EMPO и Испании Blanco y Negro. Помимо вокала, он играет на гитаре, фортепиано, клавишных, барабанах и табла. Он также занимается цифровым маркетингом и управляет рядом многообещающих артистов. 

## Карьера
В 2002 году он стал победителем конкурса «Поп-звезда» в Оттаве, организованного Оттавским университетом, где Ачакджи изучал инженерное дело. Он получил степень бакалавра в области электротехники в 2004 году с возможностью управления. Однако он решил продолжить музыкальную карьеру.
На своей странице на YouTube он объясняет, что его художественное имя изначально было BETO XL, и что он выбрал буквы XLA как произносимые на английском, французском и мировых языках, чтобы представить слияние культур и отражать его личное убеждение: «делай то, что любишь, и всегда преуспевай».
XLA выступает в музыкальном стиле, который он называет «Urbaine-Monde» (Городской мир). Его дебютным альбомом стал Nouvel Autrefois, выпущенный в 2007 году на лейбле XWide Tidals и распространяемый Sizzle- Distribution Select.
В альбоме чувствуется влияние латиноамериканского, ближневосточного, реггетонского и урбанистического стилей. Сингл "Quoi Faire" из альбома был номинирован в 2009 году на лучший видеоклип на гала-концерте Trille Or, а XLA номинирован на лучшее новое открытие и лучший автор-исполнитель. Другие известные синглы / видео с альбома включают "Jusqu'à Demain" и "J'aime Jammer".
Он является членом Association des Professionnel de la Chanson et de la Musique (APCM), L'Union des Artistes (UDA), Society of Composers, Authors and Music Publishers of Canada (SOCAN), Société Canadienne de Gestion du Droit de Reproduction. (СОДРАК).
Фестивали и события
Помимо множества концертов в разных городах Канады, XLA приняла участие в ряде фестивалей и общественных мероприятий, в том числе:
- "Francofêtes en Acadie" в ноябре 2009 года, транслировалась на Radio-Canada Première Chaîne 16 декабря 2009 г.  Francofêtes 2009 в районе Harbourfront в Торонто, Онтарио, и Francofêtes 2010 в Кингстоне, Онтарио. Он также трижды выступал на фестивале Melkite в Монреале в 2007, 2008 и 2010 годах.
- XLA был частью группы из 12 североамериканских франкоязычных артистов, которые с июня 2009 г. по апрель 2010 г. приняли участие в семинарах, организованных совместно Обществом композиторов, авторов и музыкальных издателей Канады (SOCAN), l'Union des Artistes (UDA). и Alliance National de l'Industrie Musicale (ANIM) в Маленькой долине и Монреале в ( Квебек ) и Монктоне в Нью-Брансуике, а также участие в «Festival en Chanson» и «Vue sur la Relève».
- В 2010 году он принял участие в "Festival Quand Ça Nous Chante", транслируемом Radio-Canada.
- XLA также записала живой концерт для телевизионной программы TFO "En Concert", которая транслировалась в ноябре 2010 года.

## XWide Tidals
XWide Tidals — музыкальный издательский и звукозаписывающий лейбл, основанный в 2006 году Джозефом Ачакджи (XLA) для выпуска его собственных материалов и материалов других артистов. Он также расширился до производства музыкальных видеоклипов и цифрового маркетинга. XWide Tidals также был выбран для представления провинции Квебек на выставке SXSW (Юг через юго-запад) в Остине, штат Техас, под эгидой Planete Québec.

## Сотрудничество
- Он сотрудничал в своем дебютном альбоме Nouvel Autrefois с музыкальным продюсером Ghislain Brind'Amour. Nouvel Autrefois был записан в Planet Studio в Монреале. [3] Фернандо Баррио также стал соавтором и сопродюсером альбома.
- В 2007 году в его сингле "Angle Obtus" участвовал Жером-Филипп Белинга (также известный как Disoul из французской квебекской группы Dubmatique ).
- В 2014 году он сотрудничал с мексиканским исполнителем EDM DJ J Zuart на мексиканском лейбле EMPO, а XLA был представлен в песне DJ J Zuart «I Believe». Трек был выбран как часть мексиканского сборника Top Chart Summer Edition 2014 года. За этим в мае 2016 года последовало еще одно сотрудничество в области EDM, на этот раз с итальянскими ди-джеями / продюсерами Ticli & Gas в сингле «From Here» на испанском лейбле Blanco y Negro с сопровождающим музыкальным видео, созданным XWide Tidals и снятым самим XLA.

## Награды и номинации
- В 2005 году он был получателем гранта от Совета по делам искусств Онтарио в категории «шоу» и снова в ноябре 2007 года в категории «музыкальные клипы» [4]  Лучшее музыкальное видео и Лучший автор песен как для сингла "Quoi Faire", "Лучший новый открытый исполнитель 2009" и "Лучший альбом" для альбома Nouvel Autrefois .
- В 2008 году Alliance National de l'Industrie Musicale (ANIM) выбрал XLA для представления Онтарио среди 12 канадских франкоязычных артистов, номинировавших по одному от каждой провинции для участия в программе наставничества и развития артистов «Les Rencontres Qui Chantent». В это время он написал песню «On Est Là», которая была исполнена в «Le Village en chanson de Petite-Vallée», во время «Les Franco-Fêtes de l'Acadie»  и «Vue Sur La Relève» в Монреаль.  Песня транслировалась по канадскому радио.
- В апреле 2009 года он также получил второй приз за "J'aime Jammer Remix" на "Международном конкурсе самых популярных песен Riffstar 2009" [5] .
- В сентябре 2009 года он был выбран «Артистом года» за «превосходство в музыке - вокальная техника, классическая гитара и фортепиано» в École de Musique Culture X.
- В 2010 году сингл "J'aime Jammer Reggaeton Remix" занял второе место на конкурсе Riffstar Hottest Song Contest 2010, проходившем в Нью-Йорке, штат Нью-Йорк.
- В январе 2011 года его песня «On Est Là» была номинирована на премию Radio-Canada Prize в категории «Лучшая песня» на гала-концерте Trille Or 2011. [6]

## В популярной культуре
- Песня XLA "Jusqu'à demain" была включена в альбом La Compilation Trille Or 2009 года вместе с вкладами финалистов премии "Trille Or".
- XLA приняла участие в передаче "Chantez Moi Vos 20 Ans" по случаю 20-летия Ассоциации профессиональных исполнителей шансона (APCM) в специальной программе на "Radio-Canada Ottawa-Gatineau".
- У него брали интервью в нескольких культурных программах, в том числе в "Bonté Divine" (Радио-Канада), "Musimission" (TFO), "EntreAct" (Tele-Rogers).

## Дискография

### Альбомы
- 2007: Нувель Отрефуа [7]

### Треклист
1. "Дже Стих"
2. "Джейм Джаммер"
3. "Донн Мой де ла Плас"
4. "Жускуа Демен"
5. "Угол Тупой"
6. "Па ле Друа"
7. "Квои ярмарка"
8. "Эль Плер Деорс"
9. "Культура Эмоционель"
10. "Трезор"
11. "Ла Сцена"
12. "Ла Свобода"
13. "Длинный суп"
14. "Ремикс Хайме Джаммера"

### Синглы
- 2005: "Джейм Джаммер"
- 2006: "Ремикс J'aime Jammer" (спродюсирован Red Hook)
- 2007: "Angle Obtus" (feat. Жером-Филипп Белинга, также известный как Disoul из Dubmatique )
- 2010: «Он Эст Ла»

### Показан
- 2010: "Fanmi Sé Fanmi" (Элби и Вудс с Dramatik и XLA)
- 2014: «Я верю» (J Zuart feat. XLA) [EMPO]
- 2016: «Отсюда» (Ticli & Gas feat. XLA) [Бланко и негр]

### Сборники
- 2009: Песня XLA "Jusqu'à Demain" появляется в La Compilations Trille Or под номером 18. Релиз представляет собой сборник песен финалистов премии Trille Or Awards.
- 2014: "I Believe" DJ J Zuart с участием XLA появляется в мексиканском сборнике Top Chart Summer Edition 2014 года.

## Видеосъемка
- 2007: «Сцена»
- 2008: "Квои ярмарка"
- 2010: «Он Эст Ла»
- 2016: «Отсюда» (Ticli & Gas feat. XLA)